# スヴェレ・ニーパン
スヴェレ・ハルセート・ニーパン（Sverre Halseth Nypan, 2006年12月19日 - ）は、ノルウェー・ソール・トロンデラーグ県トロンハイム出身のサッカー選手。マンチェスター・シティFC所属。ポジションはMF。

## 来歴

### クラブ経歴
2020年にローゼンボリBKに入団。2022年1月に15歳でプロ契約を締結。4月に正式にトップチーム昇格が決定。同年11月6日のFKイェルフ戦でプロ初出場を先発で飾り、プロデビュー戦を4-2で勝利。エリテセリエン史上最年少となる15歳322日でのプロ初出場を達成した。更に2023年5月11日のFKボデ/グリムト戦では、前半11分にプロ初ゴールを決め、こちらも16歳145日でのリーグ最年少初ゴールの記録を更新。10月にはイギリスの有力紙ザ・ガーディアンが選出するネクスト・ジェネレーションの2023年度版の一人にも選出された。
2025年7月17日、イングランドのマンチェスター・シティFCに完全移籍し5年契約を結んだ。Sky Sportsによれば移籍金の金額は1250万ポンドと推定されている。

### 代表経歴
プロデビュー前の2021年から、各世代のノルウェー代表に招集。2023年には、一気にU-17、U-18の代表に飛び級で招集された。